# Aleksander Aleksandrovič Fridman
Aleksander Aleksandrovič Fridman [frídman] (rusko Алекса́ндр Алекса́ндрович Фри́дман), ruski matematik, fizik, kozmolog in geofizik, * 16. junij (4. junij, ruski koledar) 1888, Sankt Peterburg, Ruski imperij (sedaj Rusija), † 16. september 1925, Leningrad, Sovjetska zveza (sedaj Sankt Peterburg).
Njegov priimek v tujih virih pišejo kot Friedmann in Friedman. Najbolj je znan po rešitvi Einsteinovih relativističnih enačb polja leta 1922, ki je dala razširjajoče se Vesolje.

## Življenje in delo
Fridman je bil sin skladatelja Aleksandra Aleksandroviča Fridmana (1866–1909) in učiteljice klavirja Ljudmile Ignatjevne Fridman (rojene Vojaček, 1869–1953). Leta 1906 je skupaj s sošolcem na 2. gimnaziji v Sankt Peterburgu Tamarkinom v nemški matematični reviji Mathematische Annalen objavil svoj prvi znanstveni članek. Diplomiral je leta 1910 na Državni univerzi v Sankt Peterburgu. Na univerzi je študiral pri Steklovu.
Poleti leta 1914 je letel na zračnih ladjah in sodeloval pri pripravah na popolni Sončev mrk 8. avgusta tega leta.
Med 1. svetovno vojno se je prostovoljno javil v oborožene sile Ruskega imperija in služil v njihovem vojnem letalstvu. Med letoma 1914 in 1917 je sodeloval pri organizaciji aeronavigacijskih in aeroloških služb na severu in drugih frontah. Bil je preskusni pilot, sodeloval je v bojnih poletih, bombardiral je Przemisl in izvajal zračno izvidovanje. Prejel je križ svetega Jurija 4. stopnje in red svetega Vladimirja 4. stopnje z meči in pentljami. Izdelal je tabele za točno bombardiranje in jih preskušal v boju.
Leta 1917 je postal direktor tovarne za gradnjo letalskih inštrumentov Aviapribor v Moskvi. V letu 1918 je začel predavati na Državni univerzi v Permu, ustanovljeni leta 1916, kjer je ostal do leta 1920.
Leta 1922 in 1924 je v prestižni fizikalni reviji Zeitschrift für Physik objavil svojo teorijo nestacionarnega modela Vesolja v okviru splošne teorije relativnosti kot rešitev Einsteinovih relativističnih enačb gravitacijskega polja, ki jo Einstein s fizikalnega stališča ni podprl. Fridmanovo delo o splošni teoriji relativnosti se na prvi pogled zdi mogoče prehitro. Pred tem je večinoma raziskoval na področju teoretične hidromehanike in dinamične meteorologije. Njegova prisvojitev splošne teorije relativnosti je bila zelo intenzivna in nadvse plodna. Skupaj s fizikom in geofizikom Frederiksom (1885–1944) si je zadal osnovno delo »Osnove teorije relativnosti« v katerem je želel »dokaj strogo iz logičnega stališča« predstaviti osnove tenzorskega računa, mnogorazsežne geometrije, elektrodinamike, posebnega in splošnega načela relativnosti.
Leta 1925 je po hudi bolezni, verjetno tifusu, umrl v deliriju in ni mogel več resneje izpodbijati ukoreninjeno prepričanje o nespremenljivem Vesolju.:140

## Priznanja

### Poimenovanja
Po njem so imenovali udarni krater Fridman na Lunini oddaljeni strani.